# Kotschya recurvifolia
Kotschya recurvifolia är en ärtväxtart som först beskrevs av Paul Hermann Wilhelm Taubert, och fick sitt nu gällande namn av Frank White. Kotschya recurvifolia ingår i släktet Kotschya och familjen ärtväxter. IUCN kategoriserar arten globalt som livskraftig.

## Underarter
Arten delas in i följande underarter:
- K. r. aethiopica
- K. r. keniensis
- K. r. longifolia
- K. r. recurvifolia